# Jun Bernardino
Emilio „Jun“ Bernardino, Jr. (* 9. November 1947; † 24. März 2007) war ein philippinischer Sportfunktionär und mehrere Jahre Vorsitzender der Philippine Basketball Association (PBA).

## Biografie
Bernardino war während seines Studiums des Sportmanagements an der University of the Philippines Basketballspieler bei den Mannschaften Ateneo de Manila High School Blue Eaglets und den Diliman Fighting Maroons. Nach dem Abschluss des Studiums war er während der 1970er und 1980er Jahre Manager der Mannschaft von Vintage Sports, ehe er Exekutivdirektor der PBA wurde.
1993 wurde er Vorsitzender (Commissioner) der Philippine Basketball Association (PBA) und behielt dieses Amt bis 2002. Während seiner Tätigkeit traten die Mannschaften von Tanduay Rhum Masters (1999) und Red Bull im Jahr 2000 der Liga bei. Außerdem wurde während seiner Amtszeit die Spielertätigkeit von ausländischen Basketballspielern ermöglicht. 2004 war er Gründer der Shakey's V-League, einer Frauenliga im Volleyball. Zuletzt war er während der Saison 2006 bis 2007 Vorsitzender der National Collegiate Athletic Association (NCAA), der Nationalen Vereinigung der Sportclubs von acht Hochschulen. Daneben war er zeitweise auch Exekutivdirektor der Basketballvereinigung (Samahang Basketbol ng Pilipinas). Nach seinem Tod wurde der Pokal der PBA zu seinen Ehren in „Jun-Bernardino-Throphy“ umbenannt.

## Quelle
- Ex-PBA commissioner Jun Bernardino dies, GMANews 24. März 2007 (englisch)
- JUN  BERNARDINO,  ICON  OF  RP  BASKETBALL  DIES  AT  59, Nachruf auf NewsFlash, 25. März 2007 (englisch)

| Personendaten    | Personendaten                            |
| ---------------- | ---------------------------------------- |
| NAME             | Bernardino, Jun                          |
| ALTERNATIVNAMEN  | Bernardino, Emilio Jr. (wirklicher Name) |
| KURZBESCHREIBUNG | philippinischer Basketballfunktionär     |
| GEBURTSDATUM     | 9. November 1947                         |
| STERBEDATUM      | 24. März 2007                            |